# Poppone II di Turingia
Poppone II di Turingia, in tedesco Poppo von Thüringen, (Turingia, IX secolo – dopo il 906) fu un margravio tedesco del IX secolo, duca della Marca Sorabica, la quale coincideva con l'attuale Turingia. Inoltre, fu margravio di Nordgau dal 903 fino alla morte.
Era il figlio più giovane del conte Poppone I di Franconia e fratello del princeps militiae e dux Austrasiorum Enrico I di Babenberg, comandante dell'esercito dell'imperatore Carlo il Grosso e fratello di Egino di Franconia. Era dunque uno dei più importanti appartenenti alla dinastia dei Babenberg di Franconia/Popponidi, che era sostenitrice di Carlo il Grosso e di conseguenza avversaria del successore Arnolfo di Carinzia.

## Biografia
Nell'880, dopo che il fratello Enrico era entrato al servizio del re, conseguì una vittoria sui Sorbi e per questo fu chiamato «comes et dux Sorabici limes» (Annales Fuldenses) e fu insignito da Carlo il Grosso del  comando militare, e del conseguente titolo di duca, nella Marca Sorabica, all'incirca coincidente con l'attuale Turingia, infatti l'abate di Prüm Regino lo indica come "duca dei Turingi" (dux Thuringorum).
Per il controllo della Turingia egli dovette confrontarsi con il fratello e conte Egino, un conflitto che egli perdette, ma, verosimilmente per intervento dell'imperatore, egli raggiunse comunque il suo scopo, essendosi Egino, quale conte di Badanachgau, dall'885, dedicatosi ad altri compiti.
Nell'892 egli fu esonerato dai suoi compiti in Turingia dal successore di Carlo il Grosso, Arnolfo di Carinzia, a seguito dell'accusa di infedeltà, il capo principale di accusa fu la fallita campagna contro i boemi insieme al vescovo di Würzburg Arnone, che morì nel corso della campagna. Arnolfo approfittò dell'occasione per insediare in Turingia il suo parente ed alleato Corrado il Vecchio, che era un passo verso l'esautorazione dei Popponidi e che indirettamente scatenò la faida dei Babenberg (902-906), alla quale però Poppone non prese parte.
Egli nel 903 riottenne i beni che gli erano stati confiscati nell'899.
Nel medesimo anno egli venne nominato margravio di Nordgau (Baviera) e nel 906 ricevette anche il titolo di conte di Volkfeld.

## Discendenza
Poppone ebbe due figli:
- Adalberto, 898/915, conte di Grabfeld;
- Poppone (†945), conte di Grabfeld e di Tullifeld;

e presumibilmente anche una figlia che sposò Guglielmo I di Weimar-Orlamünde.